# Strategus verrilli
Strategus verrilli är en skalbaggsart som beskrevs av Brett C.Ratcliffe 1976. Strategus verrilli ingår i släktet Strategus och familjen Dynastidae. Inga underarter finns listade i Catalogue of Life.